# Steppen-Steinkraut
Das Steppen-Steinkraut (Alyssum desertorum) ist eine Pflanzenart aus der Gattung Steinkräuter (Alyssum) innerhalb der Familie der Kreuzblütengewächse (Brassicaceae). Sie ist vor allem in Ost- und Südosteuropa sowie in Vorderasien verbreitet.

## Beschreibung

### Vegetative Merkmale
Das Steppen-Steinkraut ist eine einjährige krautige Pflanze und erreicht Wuchshöhen von meist 10 bis zu 20 Zentimetern. Auf den oberirdischen Pflanzenteilen sind Sternhaare vorhanden, welche im vegetativen Bereich mehr als 10 Strahlen aufweisen.
Die Laubblätter sind meist 7,5- bis 9-mal so lang wie breit und grau behaart. Die Grundblätter sind 2 bis 15, bis zu 30 Millimeter lang und zur Blütezeit oft schon abgefallen. Der Stängel ist mit einfachen, ungeteilten und ganzrandigen Stängelblättern versehen, welche am Stängelgrund verschmälert sind oder fehlen können.

### Generative Merkmale
Der endständige, traubige Blütenstand besitzt keine Deckblätter.
Die zwittrigen Blüten sind radiärsymmetrisch und vierzählig mit doppelter Blütenhülle. Die vier Kelchblätter sind meist 1,5 bis 1,8 Millimeter lang und gegen ihr oberes Ende zu mit zwei- bis vierstrahligen Sternhaaren, welche höchstens 0,7 Millimeter lang sind, besetzt. Zur Fruchtzeit sind die Kelchblätter bereits abgefallen. Die vier (bleich-)gelben Kronblätter sind alle gleich groß und meist 2,3 bis 2,6 Millimeter lang. Die beiden äußeren Staubfäden sind am Grund verbreitert, die vier inneren weisen ein Anhängsel auf. Der Griffel ist meist 0,5 bis 0,7 Millimeter lang.
Das rundliche, abgeflachte Schötchen ist auf der Fläche kahl. Auf Individuen außerhalb Europas weisen manche Früchte Sternhaare mit anliegenden Strahlen auf. Die glatten Samen sind bei einer Länge von etwa 1 mm eiförmig und ringsum geflügelt.

### Chromosomenzahl
Die Chromosomenzahl beträgt 2n = 32.

## Phänologie und Ökologie
Die Blühzeit dieses Therophyten reicht in Mitteleuropa von April bis Mai.

## Vorkommen und Gefährdung
Das Steppen-Steinkraut ist natürlich in Mittel-, Ost- und Südosteuropa, im Kaukasusraum, in Nordafrika, West- und Mittelasien, Sibirien, China, Indien und Pakistan weitverbreitet. In Finnland, Estland und Lettland sowie im westlichen Kanada und den westlichen bis zentralen Vereinigten Staaten ist Alyssum desertorum ein Neophyt.
Im deutschsprachigen Raum ist das Steppen-Steinkraut nur in Österreich heimisch. Sehr seltene Vorkommen sind aus dem pannonischen Gebiet Niederösterreichs – im Marchfeld und im Steinfeld – bekannt. In Wien, wo es u. a. auf der Türkenschanze in Währing und in Floridsdorf noch bis Anfang des 20. Jahrhunderts häufig auftrat, ist das Steppen-Steinkraut ausgestorben und gilt österreichweit als vom Aussterben bedroht.
Das Steppen-Steinkraut wächst in Mitteleuropa auf sandigen Hügeln, Grasplätzen und Bahndämmen in der collinen Höhenstufe.

## Taxonomie
Der Name Alyssum desertorum wurde 1886 durch Otto Stapf in Denkschr. Kaiserl. Akad. Wiss. Wien, Math.-Naturwiss. Kl., Band 51, Seite 301 veröffentlicht. Synonyme für Alyssum desertorum Stapf sind Alyssum desertorum var. socolacicum Plazibat, Alyssum sartorii Heldr. ex Maire & Petitm., Alyssum turkestanicum var. desertorum (Stapf) Botsch. Bei manchen Autoren ist Alyssum desertorum Stapf ein Synonym von Alyssum turkestanicum Regel & Schmalh.

## Bilder

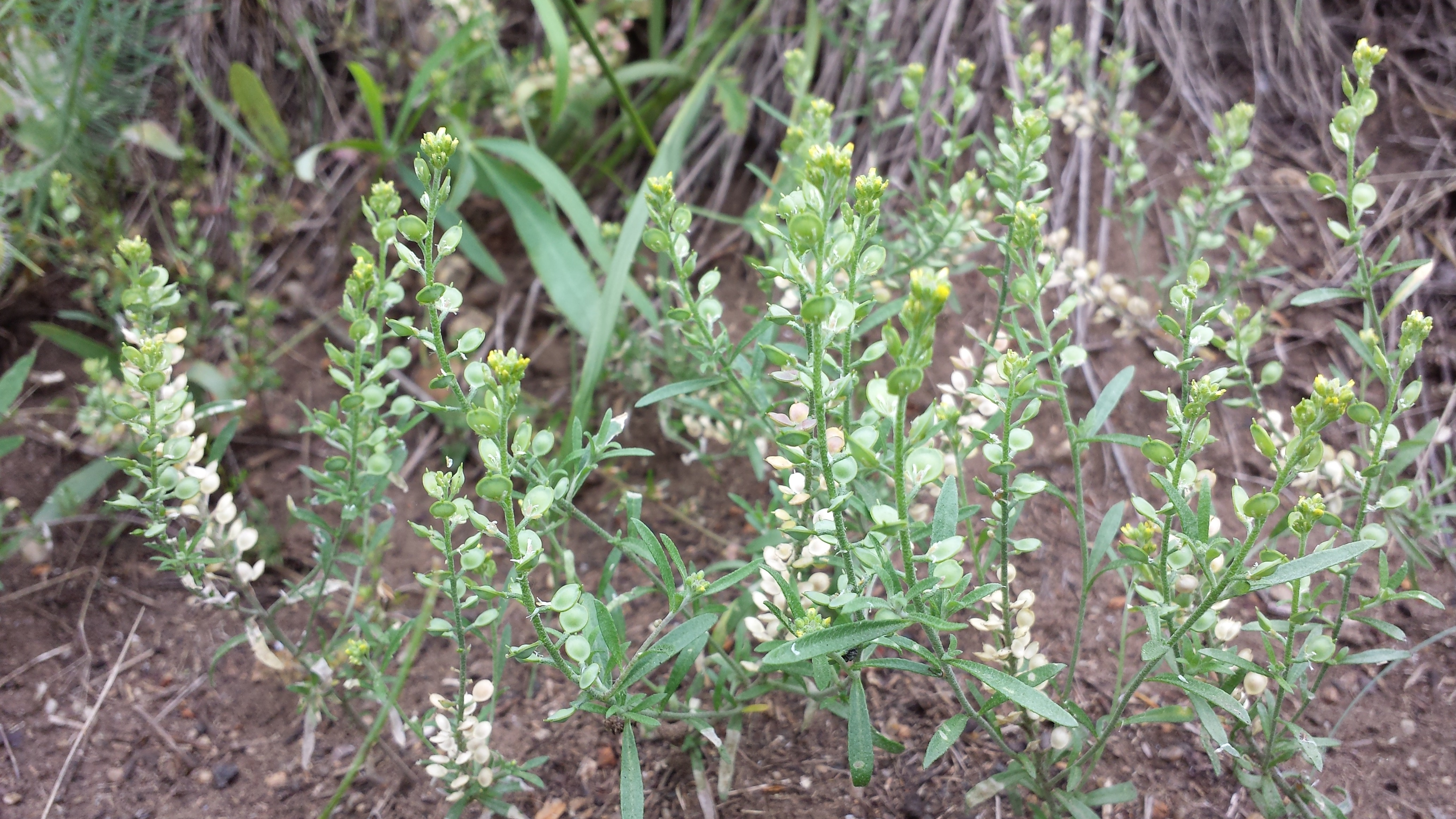
Habitus mit Laubblättern, Schötchen und Blüten
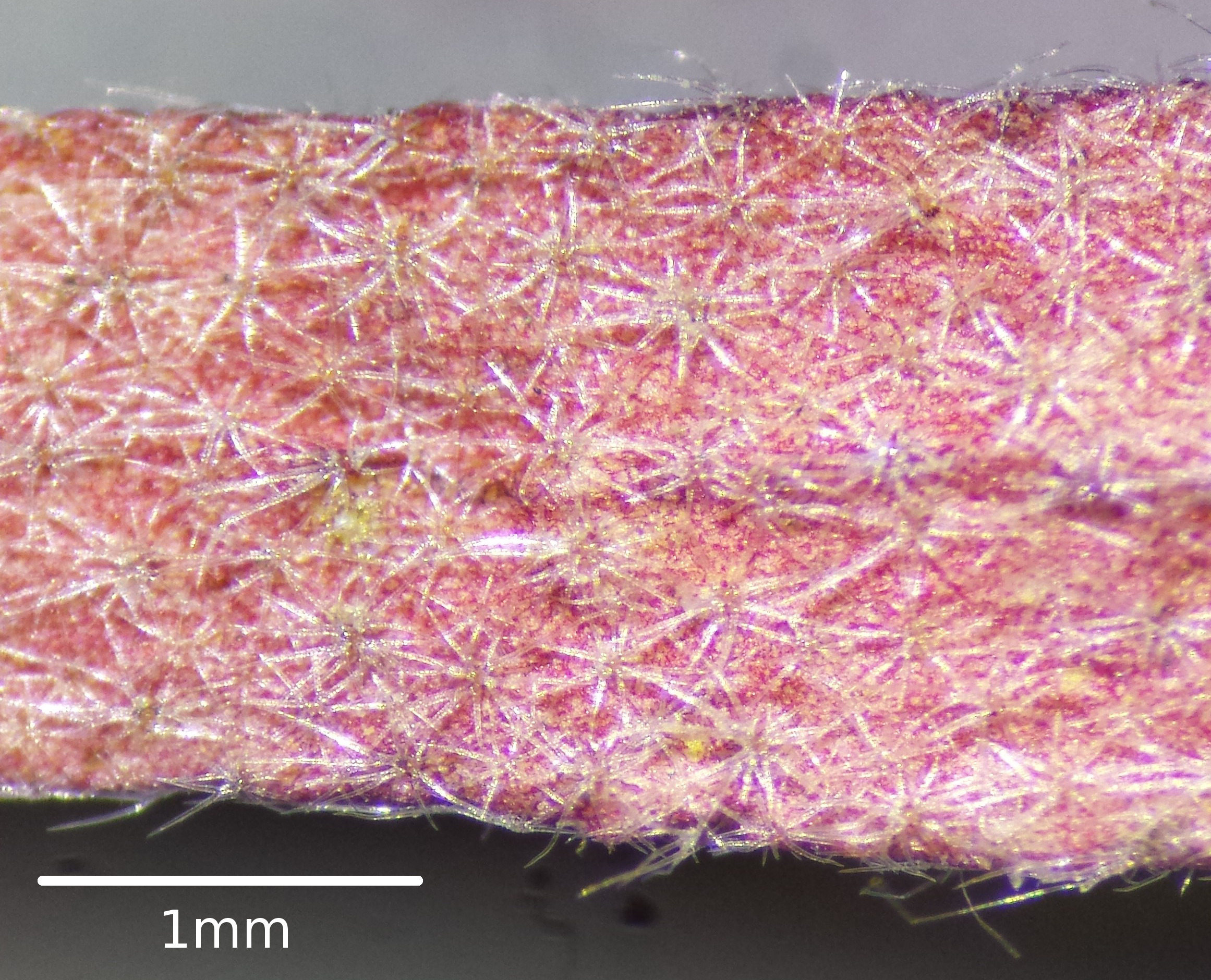
Indument auf einem Laubblatt
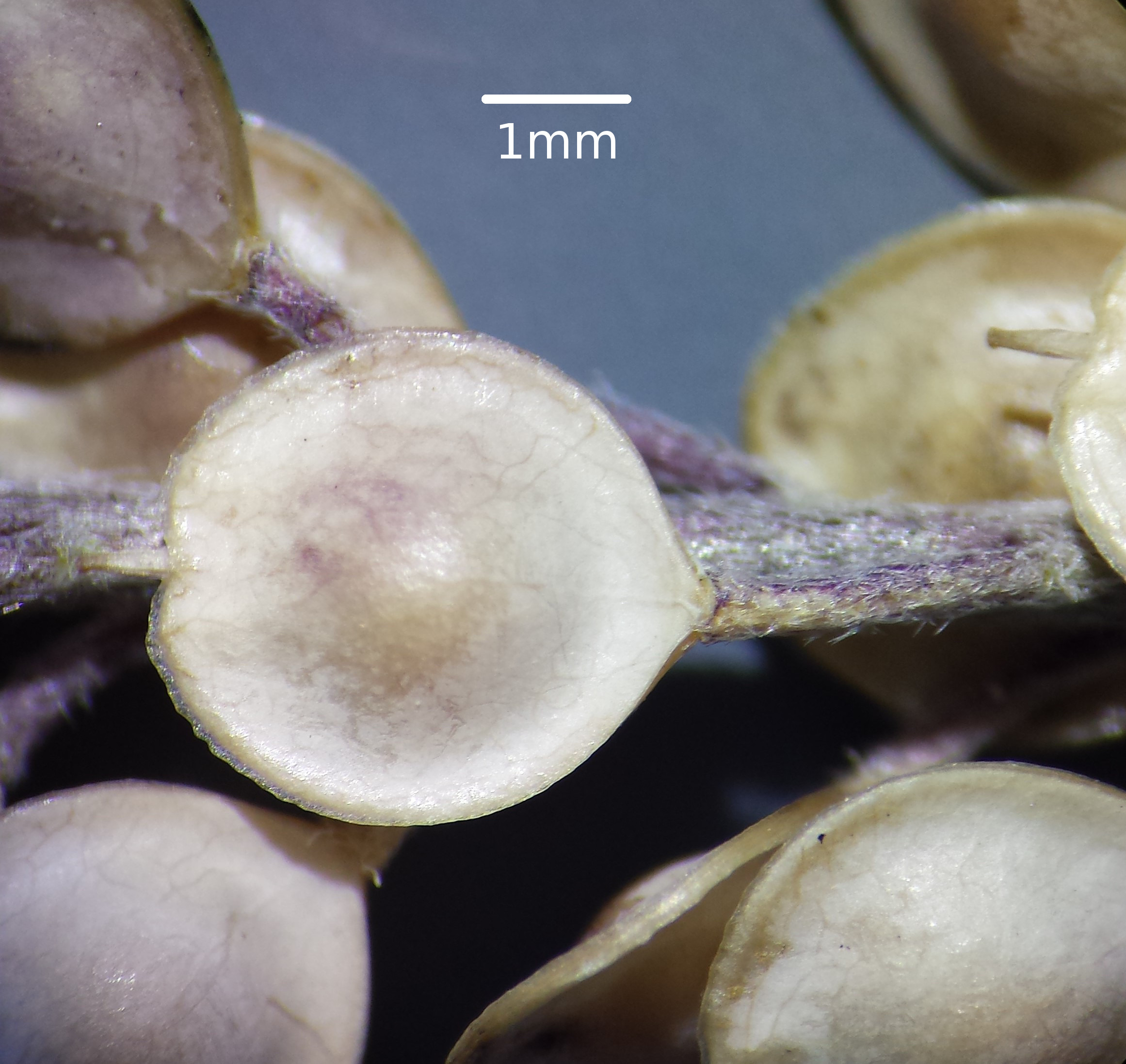
Reifes Schötchen
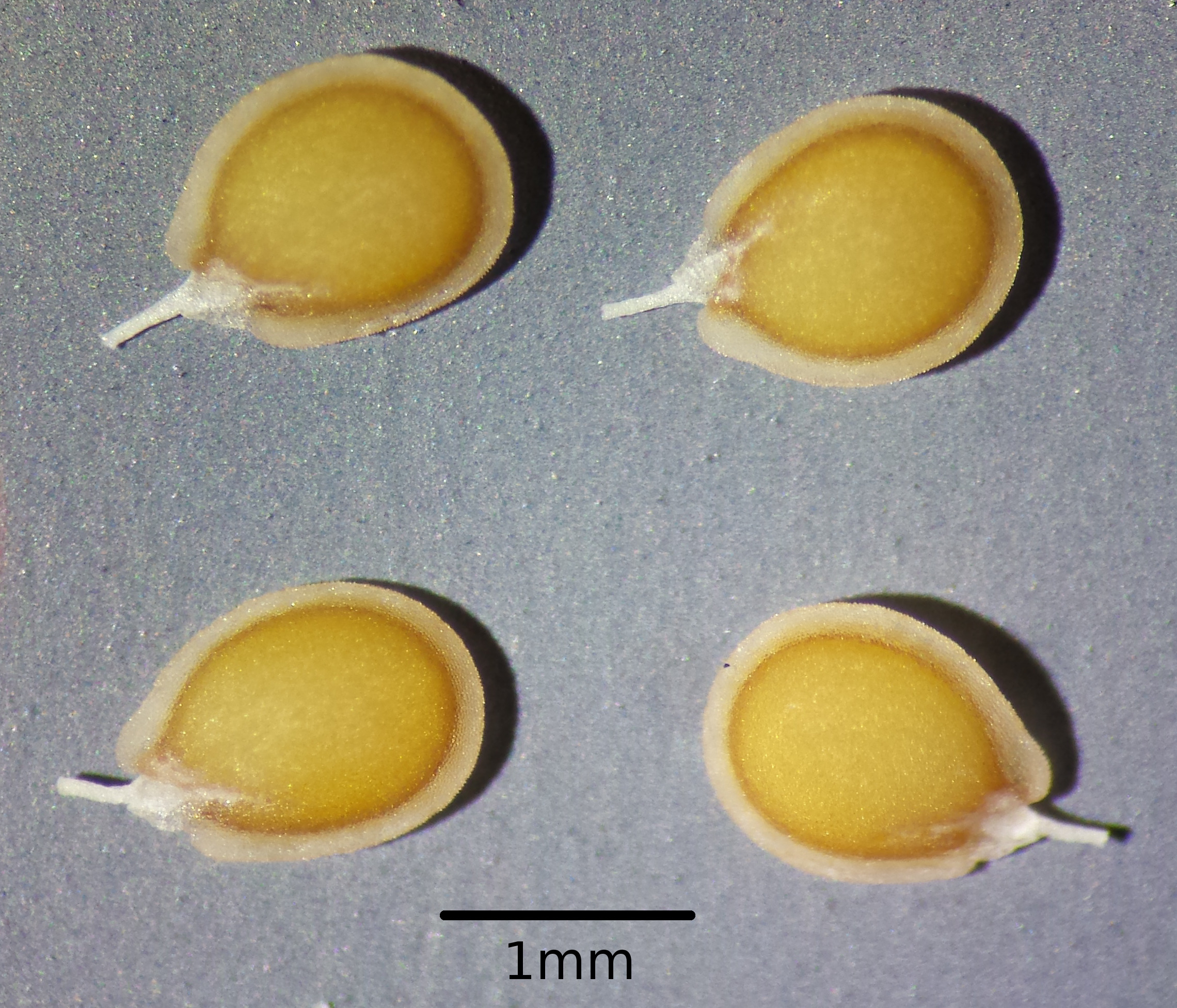
Geflügelte Samen